# Dicranota confusa
Dicranota confusa är en tvåvingeart som först beskrevs av Alexander 1924.  Dicranota confusa ingår i släktet Dicranota och familjen hårögonharkrankar. Inga underarter finns listade i Catalogue of Life.